# Bruno Astorre
Bruno Astorre (Roma, 11 marzo 1963 – Roma, 3 marzo 2023) è stato un politico italiano, senatore dal 2013 al 2023 e segretario regionale laziale del PD dal 2018 al 2023.

## Biografia
Nato a Roma, viveva a Frascati. Dopo aver conseguito la laurea in economia e commercio alla LUISS Guido Carli di Roma con la votazione di 110/110 e lode, venne assunto nel centro studi di Capitalia.
Si sposò il 4 settembre 2021 con Francesca Sbardella, sua compagna di partito e sindaca di Frascati dal 20 ottobre 2021.
È morto suicida il 3 marzo 2023 gettandosi dal quarto piano di uno degli uffici del Senato di Palazzo Cenci, a Roma.

### Attività politica

#### Prime esperienze
Militante nella Democrazia Cristiana, con il Partito Popolare Italiano venne eletto consigliere comunale a Colonna nel 1990 e successivamente fu primo degli eletti al Consiglio provinciale di Roma nel 1995.
Divenne consigliere regionale del Lazio con La Margherita nel 2003, e venne rieletto nel 2005 nelle liste de L'Ulivo, che sostennero il candidato presidente vincente, Pietro Marrazzo. Diventò così assessore ai Lavori Pubblici ed alla Casa nella giunta Marrazzo, incarico che mantenne fino a quando il 16 settembre 2009 diventò Presidente del Consiglio regionale del Lazio, subentrando a Guido Milana nel frattempo eletto eurodeputato al Parlamento europeo.
Alle elezioni regionali del 2010 si candidò per la terza volta col PD, nella coalizione a sostegno di radicale Emma Bonino, venendo eletto al consiglio regionale del Lazio, risultando primo degli eletti con il Partito Democratico. Pertanto il 12 maggio 2010 venne eletto vicepresidente del Consiglio regionale del Lazio, in quota della minoranza.

#### Elezione a senatore
Con la turbolenta fine della consiliatura in seguito alle polemiche collegate a vari scandali nati in Regione e le travagliate dimissioni della presidente Renata Polverini, Astorre nel dicembre 2012 si candidò, in provincia di Roma, alle primarie “Parlamentarie” indette dal PD per la scelta dei candidati alle successive elezioni politiche del 24 e 25 febbraio: arrivò terzo (dietro Marietta Tidei ed Annamaria Parente) con circa 7 200 preferenze, e perciò ottenne un posto nella lista regionale per il Senato della Repubblica.
Alle elezioni politiche del 2013 venne candidato nelle liste del PD al Senato della Repubblica, nella circoscrizione Lazio, e successivamente eletto senatore per la XVII Legislatura.
Il 4 dicembre 2013 venne eletto dal Senato, a scrutinio segreto, membro della commissione di vigilanza della Cassa depositi e prestiti.
Eletto all'Assemblea nazionale del Partito Democratico nelle primarie del Partito Democratico dell'8 dicembre 2013, fu nominato membro della Direzione nazionale del Partito Democratico.
Alle elezioni politiche del 4 marzo 2018 venne ricandidato nella medesima circoscrizione, per la coalizione di centro-sinistra in quota PD, e rieletto senatore. Successivamente, entrò a fa parte della VIII Commissione Lavori Pubblici, comunicazioni, di cui fu segretario.
Il 1º dicembre 2018 venne eletto segretario regionale laziale del PD.
Alle elezioni politiche anticipate del 25 settembre 2022 venne candidato dal PD al Senato come capolista nel collegio plurinominale Lazio 02, risultando eletto. Deceduto mentre era senatore in carica, il suo seggio è stato poi assegnato al collega di partito Filippo Sensi.
Alla sua memoria vengono intitolati diversi luoghi istituzionali, pubblici ed iniziative quali ad esempio delle borse di studio ed una sala con terrazza attigua a Palazzo Valentini 
L'aula consiliare del Comune di Colonna 
La sede della Protezione Civile e della Pro Loco di Frascati 
e diverse iniziative del Partito Democratico nazionale e locale